# Горнолыжная комбинация

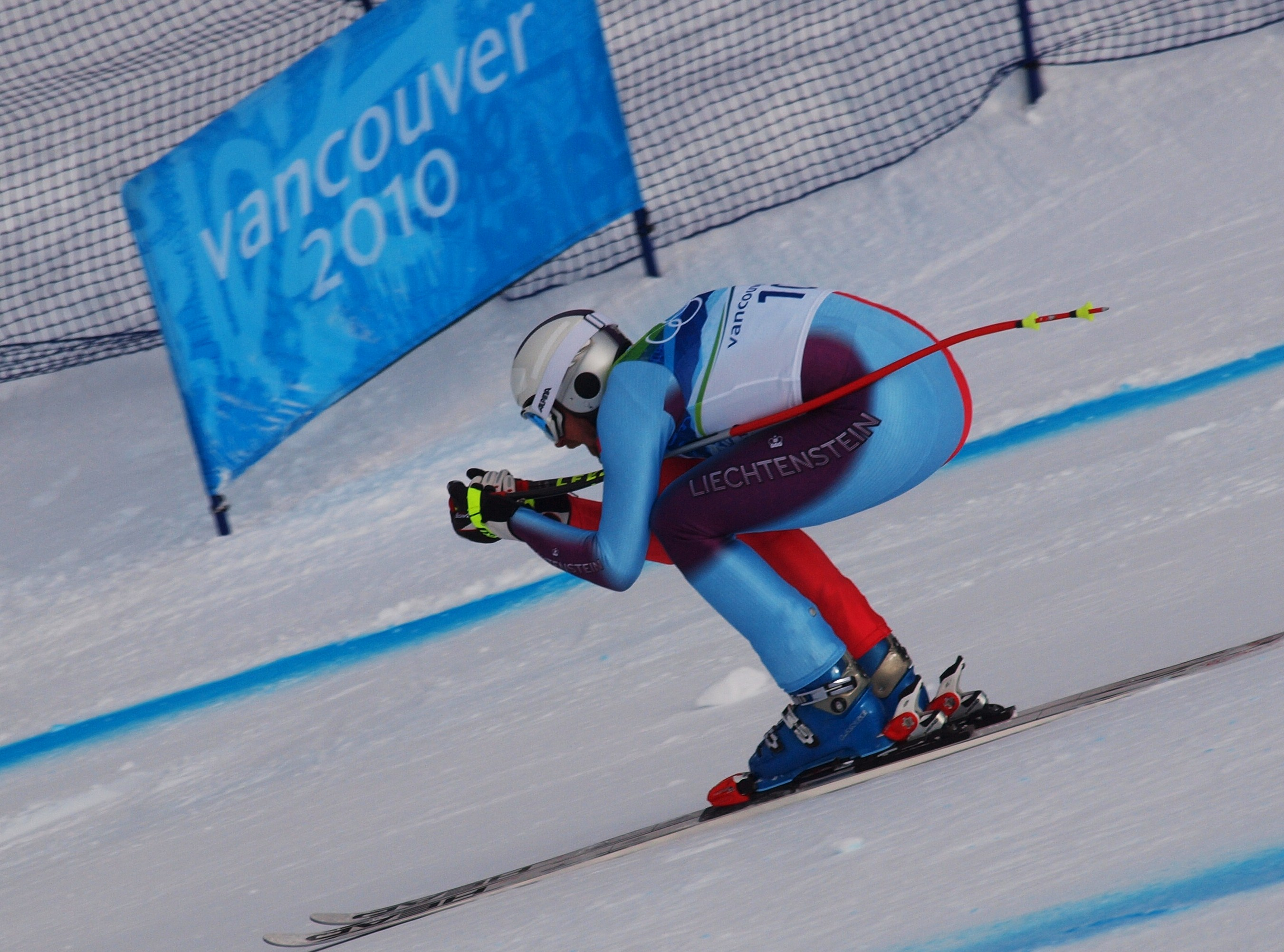
Горнолыжник на трассе скоростного спуска

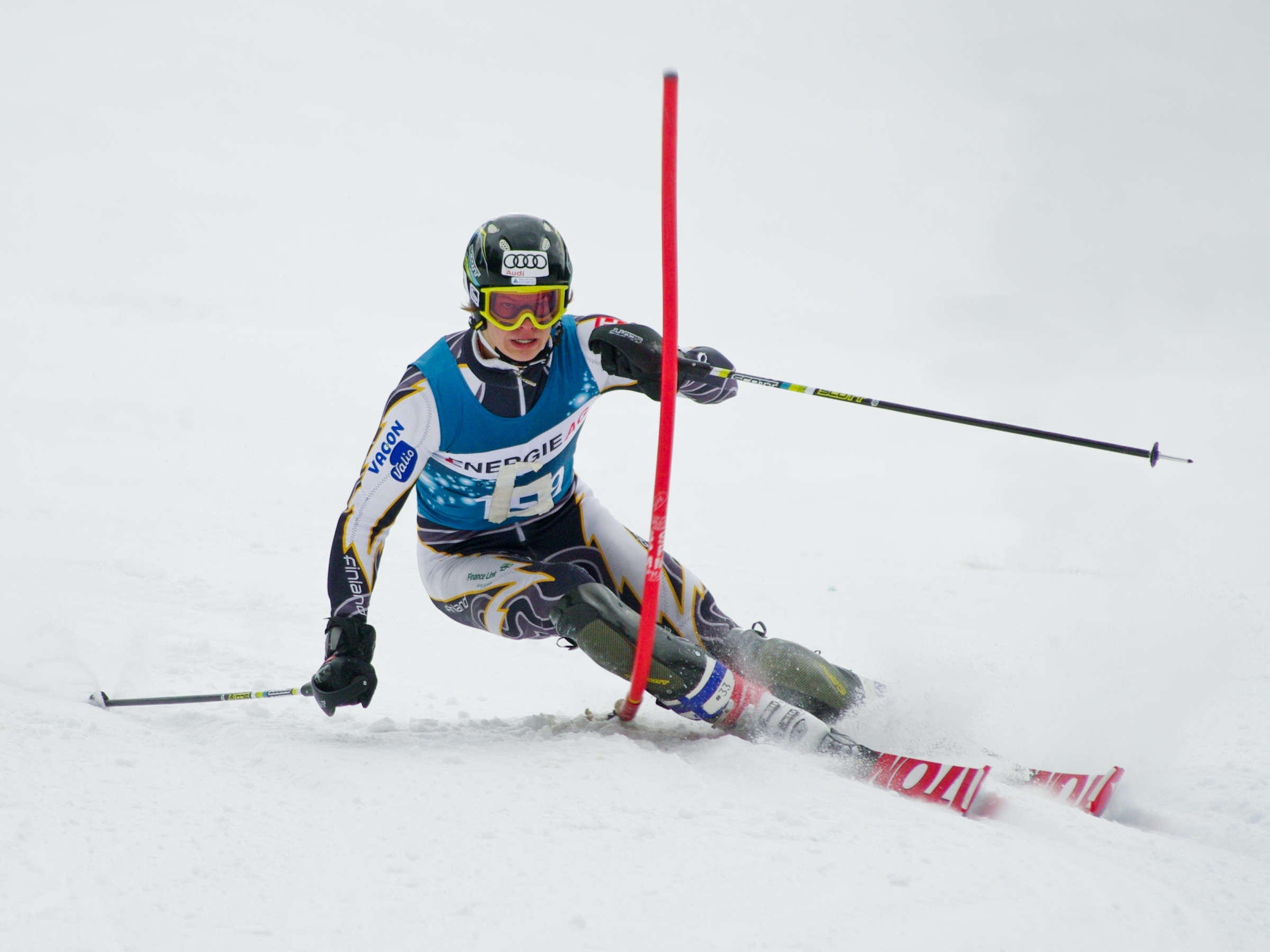
Горнолыжник на трассе слалома

Горнолыжная комбинация (англ. Alpine skiing combined) — дисциплина горнолыжного спорта, победитель которой определяется по результатам, показанным в нескольких видах. Также иногда называется альпийская комбинация и горнолыжное двоеборье.
Различают следующие виды горнолыжной комбинации:
1. Суперкомбинация (в русском переводе международных правил лыжных соревнований FIS это слов пишется через дефис — супер-комбинация)
2. Классическая комбинация
3. Комбинации особых форм
4. Командная комбинация (англ. Team combined

Именно в комбинации были разыграны первые награды в горнолыжном спорте на зимних Олимпийских играх 1936 года в Гармиш-Партенкирхене. Остальные дисциплины дебютировали на Олимпийских играх позднее.

## Суперкомбинация
Данный вид комбинации включает:
один заезд (одну попытку) слалома
один заезд (одну попытку) скоростного спуска либо супергиганта
Оба заезда проводятся в один и тот же день.
Победитель определяется по суммарному минимальному времени в двух видах (слалом+скоростной спуск, либо слалом+супергигант). 
В Кубке мира первая в история суперкомбинация была проведена в 2005 году в швейцарском Венгене, победителем стал австриец Бенджамин Райх. Впервые суперкомбинация вместо классической комбинации была включена в программу чемпионата мира 2007 года в шведском Оре (чемпионами стали Даниэль Альбрехт и Аня Персон). На зимних Олимпийских играх впервые комплект наград в суперкомбинации был разыгран в 2010 году в Ванкувере. 
С середины 2010-х годов суперкомбинация стала называться просто комбинацией, так как старты в «классической» комбинации (две попытки в слаломе + одна попытка в скоростном спуске или супериганте) на крупных соревнованиях больше не проводятся.

## Классическая комбинация
Представляет соревнования, в зачёт которых идёт результат одного скоростного спуска и двух попыток в слаломе. На Олимпийских играх, чемпионатах мира и в Кубке мира больше не проводится.

## Особые формы комбинации
Соревнования включают комбинацию трёх (троеборье) или четырёх (четырёхборье) состязаний согласно международным правилам ФИС.

## Командная комбинация
На чемпионате мира 2025 года в Зальбахе впервые прошли соревнования в командной комбинации, которая заменила личную комбинацию. Было разыграно два комплекта наград в соревнованиях мужчин и женщин. Команда состояла из двух горнолыжников, один спортсмен выступал в скоростном спуске, а другой — в слаломе. Результатом было их суммарное время. От одной страны могли выступать сразу несколько дуэтов.